# Joseph-Guillaume Davisard
Joseph-Guillaume Davisard, né le 14 septembre 1756 à Joyeuse, mort le 9 mai 1819 dans la même ville, est un général français de la Révolution et de l'Empire.
Le nom d'Avisard est mentionné dans le Registre de Joyeuse en 1678.

## Biographie
Fils de Guillaume Davisard ou d'Avisart , docteur en médecine de la faculté de Montpellier exerçant à Joyeuse,  né en 1695, et d'Élisabeth de Gigord, née en 1708, il est sous-lieutenant au régiment colonial de l'Île Bourbon le 30 décembre 1772, puis passe au régiment de l'Île de France  le 21 janvier 1775.
Il se marie en 1781 à l'ile Maurice avec Marie-Jeanne Jocet Des Lougrains.
Promu lieutenant le 15 août 1779, il sert aux Indes Orientales de 1779 à 1783. En 1787, il est promu capitaine en second, puis le 12 juillet 1792, capitaine commandant au 108e régiment d'infanterie. Il est en garnison à l'Île de France de 1793 à 1795 et est destitué arbitrairement le 7 novembre 1795 (Claude Wanquet - page 360) alors qu'il était en garnison à La Réunion et faisait preuve de "zèle républicain". Il faisait partie du club des Vrais Patriotes de La Réunion (Île Bourbon) .
En 1796, il débarque à Lorient, et se trouve réintégré dans son grade le 31 janvier 1797. Il passe au service du département de la guerre le 23 avril 1797. Chef de bataillon le 23 juin 1797, Davisard est envoyé à l'armée du Nord pour y remplir les fonctions de membre de la commission militaire de Bergen op Zoom.
En 1798, il est envoyé en Guyane et est nommé adjudant-général commandant du corps expéditionnaire de la Guyane française. Promu général de brigade le 19 février 1799, il est renvoyé en mission en France auprès du gouvernement par l'agent particulier du Directoire exécutif de la Guyane.
Il est nommé membre du conseil d'administration de l'hôpital militaire de Calais.
Chef du 1er bataillon de la 7e demi-brigade de vétérans le 18 janvier 1801, puis commandant la 7e demi-brigade de vétérans en remplacement du général Bedos le 21 janvier 1809, il est admis à la retraite le 26 décembre 1811.
En 1813 il habite à Joyeuse où il meurt en 1819.

## Blason

Blason fr famille Advisard (Vivarais)